# Oxydia sinuosa
Oxydia sinuosa là một loài bướm đêm trong họ Geometridae.